# Schleuse Dietfurt
Die Schleuse Dietfurt wurde in der Zeit von Juni 1979 bis Oktober 1984 im Rahmen des Baues der Bundeswasserstraße Main-Donau-Kanal errichtet. Sie ist als Sparschleuse mit drei Sparbecken südwestlich des Schleusenbeckens ausgeführt.

## Schleuse
Die Kammer der Schiffs-Einzelschleuse liegt bei Kanal-Kilometer 135,26 hat bei einer Kammerlänge von 200 m eine nutzbare Länge von 190 m und eine Nutzbreite von 12 m.
Das Oberwasser hat eine Höhe von 372 m ü. NN, die des Schleusen-Unterwassers liegt bei 355 m ü. NN. Die Schleusungs-Fallhöhe beträgt 17 Meter.
Entgegen dem Gefälle wird, als eine Stufe der Pumpenkette der Donau-Main-Überleitung, Wasser von der Donau, üblicherweise in der Nacht, in den Dürrlohspeicher geleitet.
Kurz nach der Schleuse trifft die Altmühl, die hier durch das Wasserkraftwerk Dietfurt fließt, auf den Main-Donau-Kanal. Dadurch wird die Altmühl zu einem Teil des Kanals.

## Steuerung
Die Schleuse hat einen Kommandostand, der durch die WSV   seit 2007 auch als Leitzentrale für die Fernsteuerung der südlichsten vier Schleusen des Main-Donau-Kanals genutzt wird. Von dort aus werden auch die Schleusen Berching, Riedenburg und Kelheim ferngesteuert. Ab 2024 soll die Steuerung von zwölf Schleusen aus der Leitzentrale Nürnberg erfolgen, später die aller 16 Kanalschleusen.
Die Schleuse ist, außer bei Betriebsstörungen wie beispielsweise Unfällen, Wartungsarbeiten oder Eisgang, ganzjährig rund um die Uhr betriebsbereit und nachts beleuchtet. Im Ober- und Unterwasser bestehen jeweils Schleusenvorhäfen für die Berufsschifffahrt, Warteplätze mit Sprechstellen für die Freizeitschifffahrt und Slipanlagen für Kleinfahrzeuge. Kleinfahrzeuge werden nur tagsüber und meist zusammen mit der Großschifffahrt abgefertigt. Muskelkraftgetriebene Wasserfahrzeuge werden nicht geschleust; für diese steht an den Slipstellen ein bepfandeter Transportwagen zum händischen Umsetzen bereit.

## Betriebsstörungen
- Am 18. März 2015 rammte ein Gütermotorschiff in der Schleusenkammer ein bereits darin befindliches. Beide Schiffe wurden beschädigt.[6]
- Am 26. August 2016 fuhr ein Kabinenfahrgastschiff mit nichteingefahrenem Steuerstand ein und blieb damit am Schleusentor hängen. Passagiere und Besatzung kamen mit dem Schrecken davon und das Schiff blieb fahrbereit.[7]